# Chapelle Notre-Dame des Neiges de Ris
Pour les articles homonymes, voir chapelle Notre-Dame.
La chapelle Notre-Dame des Neiges est un édifice religieux catholique située à Ris, en France

## Localisation
La chapelle est située dans le département français des Hautes-Pyrénées, au lieu-dit le Pradau, sur une colline surplombant le village de Cazaux-Debat.

## Légende
Une jeune bergère muette, Isabelle Borde, reçut plusieurs apparitions de la Vierge Marie lui demandant de construire une chapelle à cet endroit.
Pour preuve d’authenticité, la Vierge Marie apposa ses mains sur la tête de la bergère qui fut marquée de son empreinte et retrouva la parole.
Un 5 août la Vierge Marie fit tomber de la neige où elle était apparue, ce qui décida les habitants à construire la chapelle.

## Historique
La chapelle qui était le siège d’une confrérie (Notre-Dame des Neiges) est déjà citée au XVIIIe siècle.
Après une destruction pendant la révolution, la chapelle est reconstruite entre 1878 et 1884 et la bénédiction eut lieu le 24 octobre 1884, jour de la fête du patronage de la Vierge.

## Architecture
La chapelle est composée d’une nef unique prolongée d’un chevet semi circulaire. La porte d'entrée est surmontée d’une rosace et d’un clocheton.
Pendant la révolution une statue de procession représentant une Vierge à l'Enfant datée du XVIIIe siècle fut enlevée de la chapelle et fut retrouvée au XIXe siècle.

## Galerie de photos

Sélection de vues de la chapelle
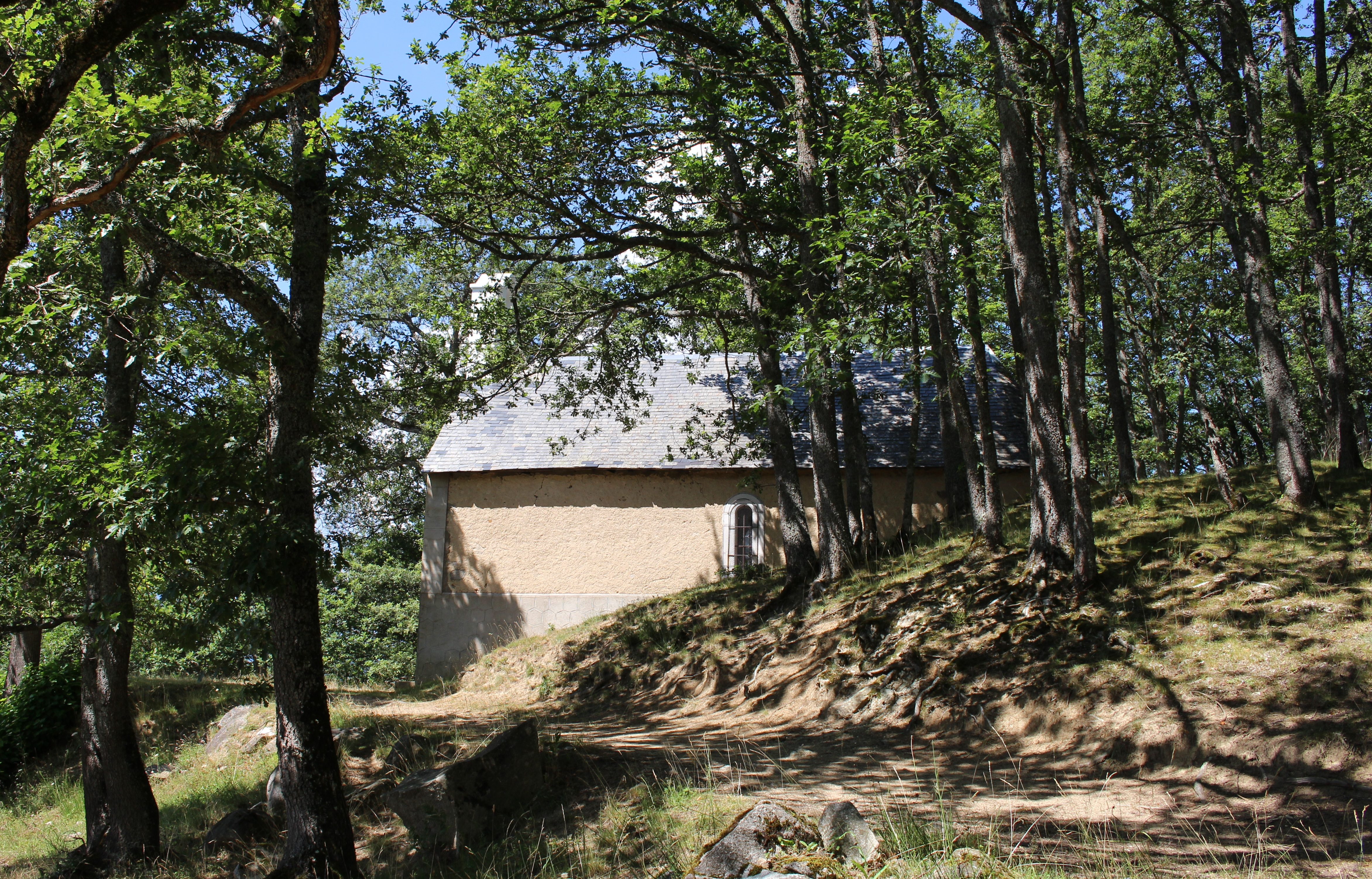
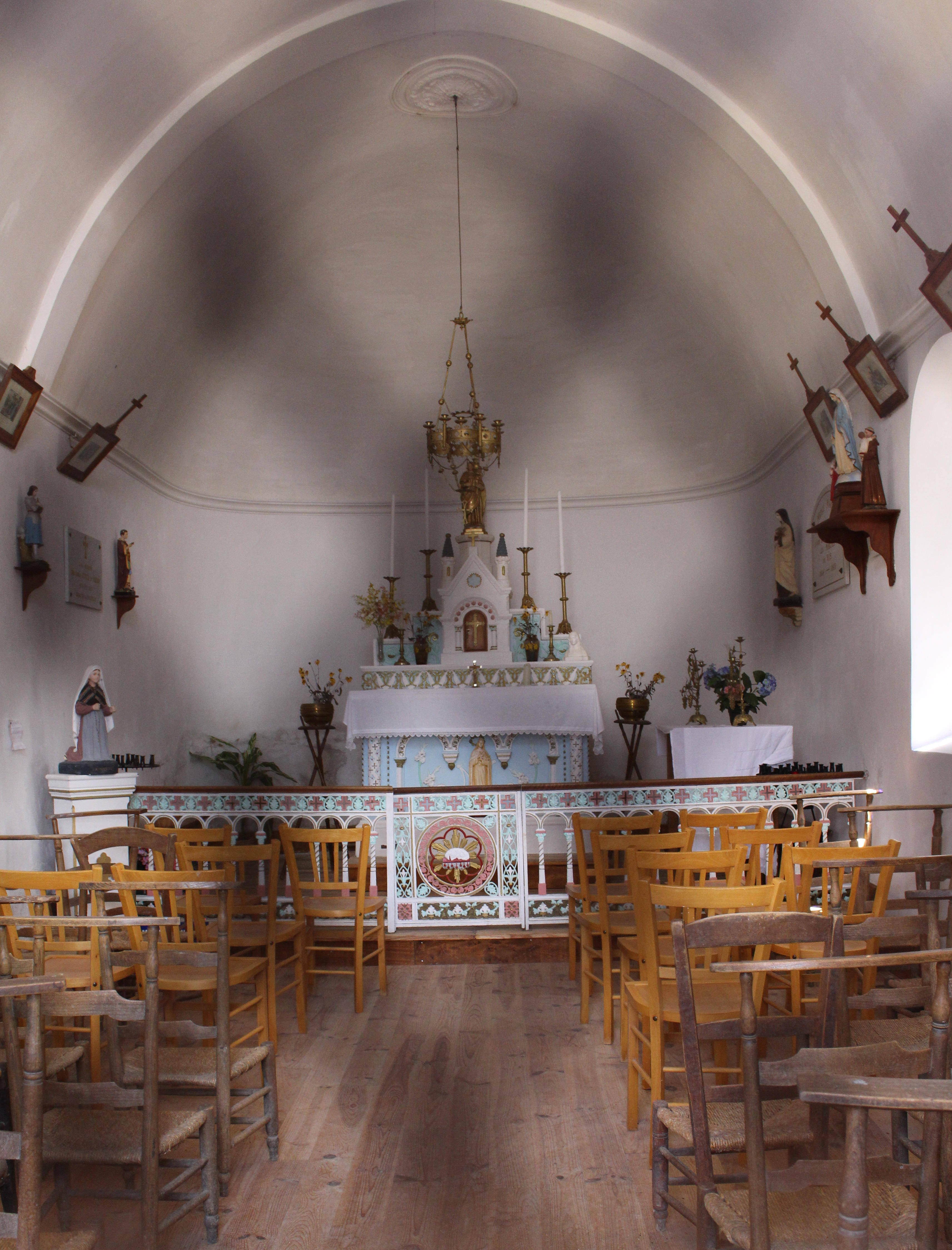
L’intérieur.
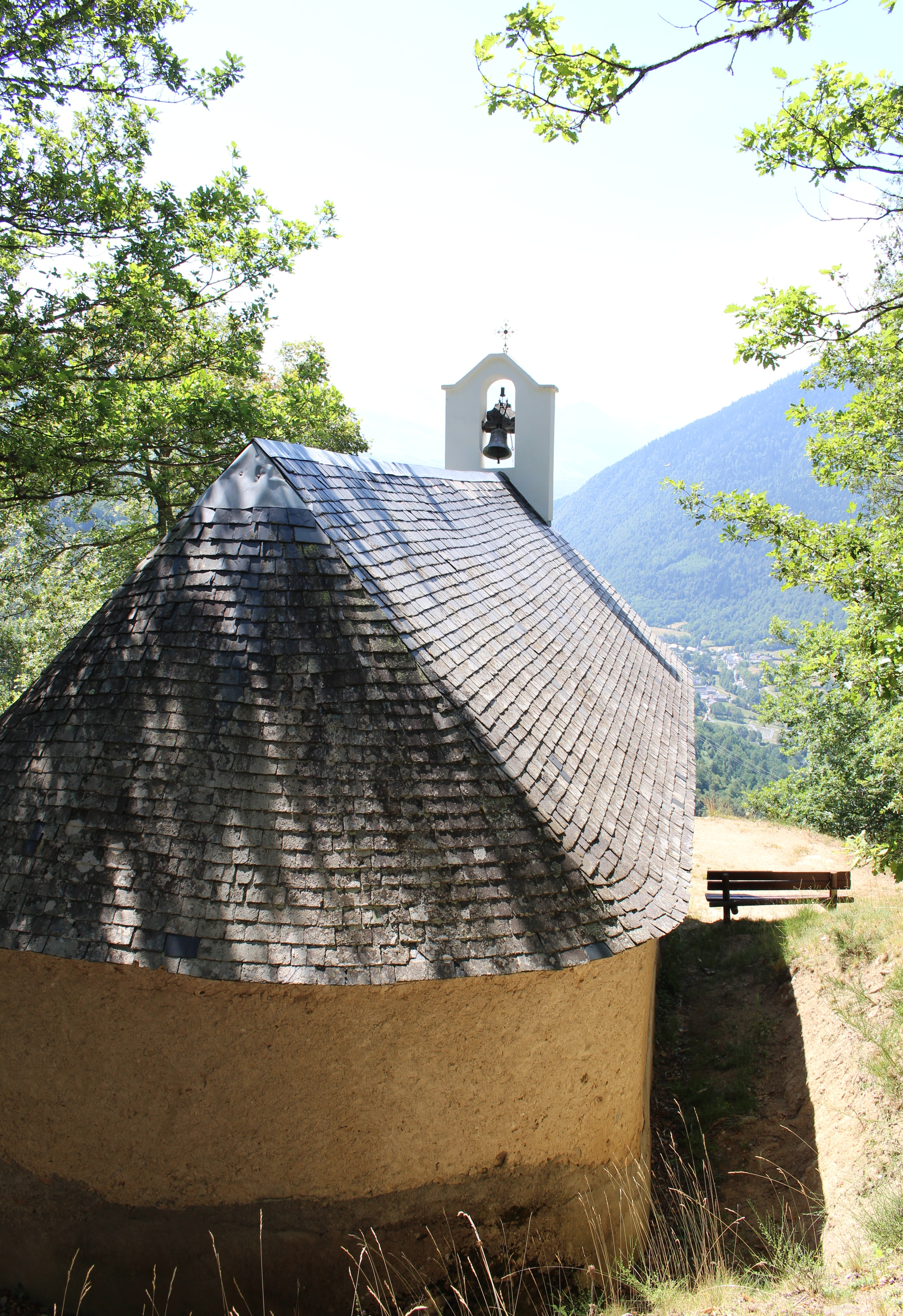
Le clocheton.